# Liste der Baudenkmäler in Erlangen-Sieglitzhof
In der Liste der Baudenkmäler in Sieglitzhof sind die Baudenkmäler im Erlanger Ortsteil Sieglitzhof aufgelistet. Zu diesen Baudenkmälern gibt es auch eine Bildersammlung.
Diese Liste ist eine Teilliste der Liste der Baudenkmäler in Erlangen. Grundlage der Liste ist die Bayerische Denkmalliste, die auf Basis des bayerischen Denkmalschutzgesetzes vom 1. Oktober 1973 erstmals erstellt wurde und seither durch das Bayerische Landesamt für Denkmalpflege geführt und aktualisiert wird. Die folgenden Angaben ersetzen nicht die rechtsverbindliche Auskunft der Denkmalschutzbehörde.

## Baudenkmäler
| Lage                           | Objekt                  | Beschreibung | Akten-Nr.               | Bild                    |
| ------------------------------ | ----------------------- | --- | ----------------------- | ----------------------- |
| Schronfeld 63, 63 a (Standort) | Bauernhaus              | Sandsteinquaderbau, 1806                                                                                        | D-5-62-000-902 Wikidata | BW                      |
| Schronfeld 74 (Standort)       | Gasthaus Brücken-Paulus | Gasthausbau, langgezogener Ziegelsteinbau mit reicher historistischer Hausteingliederung, bezeichnet mit „1880“ | D-5-62-000-982 Wikidata | Gasthaus Brücken-Paulus |